# Kelvin Ofori
Kelvin Ofori (* 27. července 2001, Kumasi) je ghanský fotbalový útočník či záložník, od července 2025 hráč slovenského mužstva ŠK Slovan Bratislava. Mimo Ghanu působil na klubové úrovni v Německu a na Slovensku. Nejčastěji nastupuje na pravém křídle, ale může hrát na více pozicích v ofenzivě.

## Klubová kariéra
Svoji fotbalovou kariéru začal v roce 2011 v klubu Right to Dream Academy. Před sezonou 2019/2020 zamířil v 18 letech do Evropy, kde podepsal smlouvu s německým týmem Fortuna Düsseldorf. Na jaře 2020 bojoval s mužstvem o záchranu v Bundeslize, která se nezdařila a s Düsseldorfem sestoupil. V srpnu 2021 přestoupil tehdy v rámci druhé nejvyšší soutěže do celku SC Paderborn 07, ale ani zde příliš nehrál a nastupoval tam stejně jako ve Fortuně Düsseldorf také za rezervu. 

### FC Spartak Trnava

#### Sezóna 2022/23
Před jarní částí ročníku 2022/2023 změnil zaměstnavatele a uzavřel smlouvu na dva a půl roku se Spartakem Trnava ze Slovenska. Svůj ligový debut v dresu Spartaku si odbyl 11. února 2023 v 19. kole proti Tatranu Liptovský Mikuláš (výhra 2:1), odehrál 88 minut. Poprvé v této sezoně v lize se trefil ve 21. kole v souboji s klubem AS Trenčín (výhra 3:2), když v šesté minutě zvyšoval na průběžných 2:0. Svoji druhou ligovou branku v ročníku zaznamenal 15. dubna 2023 ve střetnutí s týmem MŠK Žilina, když v 84. minutě srovnával na konečných 1:1. Na jaře 2023 obhájil se Spartakem Trnava zisk Slovenského poháru.

#### Sezóna 2023/24
S Trnavou postoupil na podzim přes celek FK Auda z Lotyšska (remíza 1:1 venku a výhra 4:1 doma), polské mužstvo Lech Poznań (prohra 1:2 venku a výhra 3:1 doma) a klub SK Dnipro-1 z Ukrajiny (remíza 1:1 doma a výhra 2:1 po prodloužení venku) z druhého předkola až do skupinové fáze Evropské konferenční ligy UEFA 2023/2024. Se spoluhráči byli zařazení do základní skupiny H, kde v konfrontaci se soupeři: PFK Ludogorec Razgrad (Bulharsko), Fenerbahçe SK (Turecko) a FC Nordsjælland (Dánsko) skončili se ziskem jednoho bodu na čtvrtém místě tabulky. Ofori v této sezoně pohárové Evropy odehrál všech 12 zápasů a vstřelil v nich tři góly, konkrétně v odvetě s Poznaní a v prvních zápasech s Dniprem-1 a Fenerbahçe.
Svoji první branku v lize v tomto ročníku si připsal při přestřelce se Zemplínem Michalovce a podílel se na venkovním vítězství 4:3. Následně skóroval v ligovém utkání 10. kola hraném 8. října 2023 v souboji s Duklou Banská Bystrica (výhra 2:1), prosadil se ve 40. minutě. Potřetí a počtvrté v lize v této sezoně rozvlnil síť soupeřovy brány 18. května 2024 proti klubu FK Železiarne Podbrezová (výhra 5:0), když nejprve dával na 1:0 a následně 2:0.

#### Sezóna 2024/25
Svoje první ligové góly v sezoně dal v 10. kole, když se při vysoké výhře 4:0 prosadil v nastavení prvního poločasu a v 55. minutě do branky Podbrezové. V rozmezí 12. až 14. kola zaznamenal celkem čtyři branky, konkrétně dvě proti Michalovcům (výhra 3:1) a po jedné v soubojích s týmy AS Trenčín (výhra 3:2) a KFC Komárno (výhra 3:2). Posedmé v lize v ročníku si připsal přesný zásah 30. listopadu 2024 v 16. kole proti mužstvu MFK Skalica (výhra 2:0). Svůj osmý ligový gól v sezoně zaznamenal 8. února 2025 v duelu s Duklou Banská Bystrica (výhra 4:1), když v 18. minutě zvyšoval na průběžných 2:0. Podeváté v lize v tomto ročníku skóroval ve střetnutí se Žilinou ve 42. minutě, ale porážce doma v poměru 2:4 nezabránil. Se Spartakem na jaře 2025 vybojoval po dvou letech vítězství v domácím poháru po výhře 1:0 nad celkem MFK Ružomberok na neutrální půdě v MOL Aréně v Dunajské Stredě.

### ŠK Slovan Bratislava
V červnu 2025 podepsal na Slovensku jako volný hráč tříletý kontrakt platný od 1. 7. 2025 se Slovanem Bratislava. Premiéru v lize v dresu Slovanu zažil v úvodním kole proti tehdejšímu nováčkovi ligy Tatranu Prešov a podílel se brankou ze 39. minuty na konečné remíze 2:2, v duelu nastoupil na 68 minut.

## Klubové statistiky
Aktuální k 7. červnu 2025
| Sezona    | Klub                 | Soutěž        | Zápasy | Góly |
| --------- | -------------------- | ------------- | ------ | ---- |
| 2019/2020 | Fortuna Düsseldorf   | Bundesliga    | 2      | 0    |
| 2020/2021 | Fortuna Düsseldorf   | 2. Bundesliga | 10     | 0    |
| 2021/2022 | Fortuna Düsseldorf   | 2. Bundesliga | 0      | 0    |
| 2021/2022 | SC Paderborn 07      | 2. Bundesliga | 10     | 1    |
| 2022/2023 | SC Paderborn 07      | 2. Bundesliga | 5      | 0    |
| 2022/2023 | FC Spartak Trnava    | Fortuna liga  | 11     | 2    |
| 2023/2024 | FC Spartak Trnava    | Niké liga     | 32     | 4    |
| 2024/2025 | FC Spartak Trnava    | Niké liga     | 28     | 9    |
| 2025/2026 | ŠK Slovan Bratislava | Niké liga     |        |      |